# ويليام جون غيليسبي
ويليام جون غيليسبي هو طيار بطل كندي، ولد في 20 مارس 1897 في Beaverton, Ontario ‏ في كندا، وتوفي في 6 أغسطس 1967.